# Sly & Robbie
Sly & Robbie – jamajska sekcja rytmiczna, założona w połowie lat 70. przez dwójkę pochodzących z Kingston instrumentalistów: perkusistę Slya Dunbara i basistę Robbiego Shakespeare’a, 9-krotnie nominowana do nagrody Grammy w kategorii najlepszy album reggae (uhonorowana tą statuetką w roku 1999 za krążek Friends); szacuje się, że wzięła udział w nagraniach na ponad 200 000 utworów, głównie z gatunku reggae i dancehall, co czyni z Dunbara i Shakespeare’a prawdopodobnie najpłodniejszych muzyków wszech czasów.

## Historia

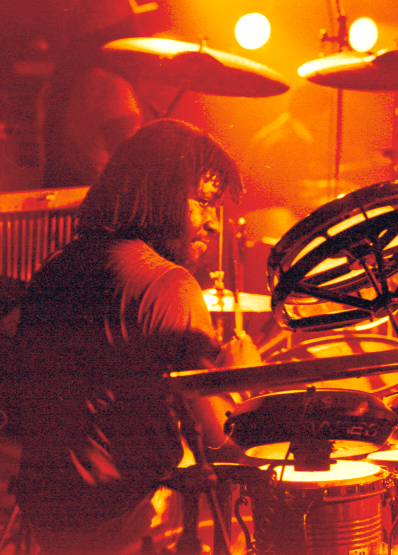
Sly Dunbar (1979)

Muzycy poznali się w roku 1972. Dunbar był wówczas członkiem grupy Skin, Flesh & Bones, z którą regularnie grywał w klubie Tit For Tat przy Red Hills Road, podczas gdy Shakespeare wraz z zespołem The Hippy Boys występował w mieszczącym się trzy numery dalej klubie Evil People. Obaj mieli przerwy o różnej porze, wobec czego często odwiedzali w wolnej chwili klub konkurencyjny, mając możliwość posłuchania swojej gry nawzajem. Gdy któregoś razu nawiązali rozmowę, szybko okazało się, iż mają całkowicie zbieżne poglądy muzyczne; od tego spotkania zostali przyjaciółmi i przez kolejne trzy lata spotykali się regularnie na wspólnych próbach. Ich kariera nabrała tempa w roku 1975, kiedy to zostali zaproszeni przez znanego producenta Josepha „Jo Jo” Hoo Kima do formacji The Revolutionaries, mającej wesprzeć prowadzone przez niego wspólnie z bratem studio nagraniowe Channel One. Mimo to, pierwszą płytą długogrającą, na której można usłyszeć efekty ich współpracy, jest wydany jeszcze w tym samym roku album Jimmy’ego Cliffa pt. Follow My Mind.

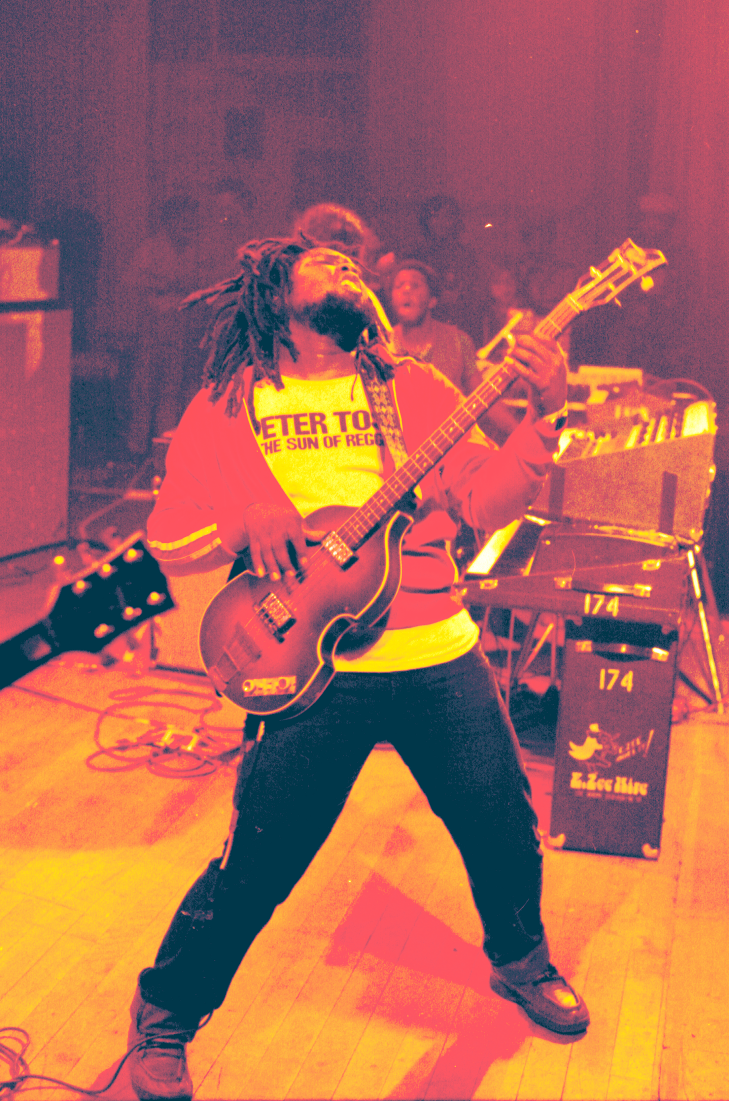
Robbie Shakespeare (1978)

Światowy rozgłos zyskali grając na debiutanckich krążkach grup The Mighty Diamonds (Right Time, 1976) oraz Culture (Two Sevens Clash, 1977); płyty te na stałe weszły do kanonu muzyki roots reggae. Wkrótce nawiązali współpracę z Peterem Toshem, byłym członkiem The Wailers Boba Marleya, grając na jego albumach studyjnych oraz akompaniując mu podczas wielkich tras koncertowych na całym świecie. Mniej więcej w tym samym okresie dołączyli do zdobywającego coraz większą popularność tria wokalnego Black Uhuru. W międzyczasie, głównie za sprawą Dunbara, wprowadzili do muzyki jamajskiej innowacyjny beat perkusyjny, określany mianem „Rockers Style”; z biegiem czasu zaczął on stopniowo wypierać uprzedni, marleyowski „One Drop Style”. Ponadto, zainspirowany muzyką The Rolling Stonesów, Shakespeare wzbogacił brzmienia sekcji o elementy rockowe. Pod koniec lat 70. wspólnie rozwinęli działalność założonej w roku 1974 przez Dunbara wytwórni Taxi Records; wkrótce utworzyli także mający ją wesprzeć zespół The Taxi Gang.
Od tego czasu mieli okazję nagrywać z niemal całą czołówką sceny reggae i dancehall, czasami nawiązując stałą współpracę, innym razem grając na pojedynczych trasach koncertowych czy wydawnictwach. Oprócz tego wydali pod własnym szyldem około 30 albumów studyjnych oraz kilkadziesiąt różnego rodzaju składanek (jak do tej pory siedem z nich było nominowanych do nagrody Grammy w kategorii najlepszy album reggae, statuetkę zdobył w roku 1999 krążek Friends). Współpracowali również z wieloma znanymi wykonawcami innych gatunków muzycznych; są wśród nich m.in. Ian Dury (płyta Lord Upminster – 1981), Joe Cocker (płyta Sheffield Steel – 1982), Bob Dylan (płyta Infidels – 1983), Herbie Hancock (remix singla „Rockit” – 1983), Mick Jagger (płyta She’s the Boss – 1985), Madonna (remixy singli „Supernatural” – 1992 i „Give It 2 Me” – 2008), Simply Red (płyta Life – 1995), Fugees (remix singla „Fu-Gee-La” – 1996), Sinéad O’Connor (płyta Throw Down Your Arms – 2005), Britney Spears (remix singla „Piece of Me” – 2007), Vanessa da Mata (płyta Sim – 2007), Bob Sinclar (płyta Made in Jamaica – 2010).
13 sierpnia 2011 roku Sly & Robbie po raz pierwszy zagrali w Polsce, akompaniując Juniorowi Reidowi w czasie jego występu podczas XI edycji Ostróda Reggae Festivalu.